# Palais Kinský (Prague)
Pour le palais homonyme situé à Vienne en Autriche, voir Palais Kinský.
Le Palais Kinský est un palais baroque situé à Prague en République tchèque, sur la place de la Vieille-Ville. Il est à présent un musée d'art abritant des collections de la galerie nationale de Prague, situé Place de la Vieille-Ville dans la Vieille Ville de Prague en République tchèque.

## Histoire
Ce palais de style rococo a été construit pour la famille prussienne Goltz entre 1755 et 1765 selon des plans plus anciens de Kilian Ignace Dientzenhofer et sous la direction de l'architecte tchèque d'origine italienne Anselmo Lurago. Il est décoré par C.G Bossi. Ignaz Franz Platzer exécuta les statues des éléments qui surmontent sa façade. Stepan Kinsky, un diplomate impérial l'acheta en 1768. 
Le père de Franz Kafka, Hermann Kafka, a tenu une mercerie au rez-de-chaussée du palais. Franz Kafka a donc été à l'école primaire du palais de 1893 à 1901. Dans l'entre-deux-guerres, le palais abritait la légation de la République polonaise (1922-1934).
D'après une croyance de longue date, c'est du balcon du palais Kinský que Klement Gottwald annonça en 1948, à une foule de partisans enthousiastes, le succès du coup de Prague. Cette version de l'histoire est cependant fausse: Klement Gottwald était bien sur le balcon du palais Kinský pour s'adresser à ses partisans qui manifestaient Place de la Vieille-Ville mais le 21 février 1948 soit 4 jour avant le tristement célèbre discours qu'il prononça le 25 février depuis l'arrière d'un camion à une foule partisane qui manifestait à un tout autre lieu: la Place Venceslas